# Platymiscium nitens
Platymiscium nitens är en ärtväxtart som beskrevs av Julius Rudolph Theodor Vogel. Platymiscium nitens ingår i släktet Platymiscium och familjen ärtväxter. Inga underarter finns listade i Catalogue of Life.